# 海因茨·考夫曼
海因茨·考夫曼（德語：Heinz Kaufmann，1913年9月20日—1997年8月31日），德国男子赛艇运动员。他曾代表德国参加1936年夏季奥林匹克运动会赛艇比赛，获得男子八人单桨有舵手铜牌。